# Policrate
Policrate (în greacă Πολυκράτης) din Samos a fost tiranul insulei Samos între anii 538 (533?) - 522 î.Hr. 
Policrate, fiul lui Aiakes, a preluat puterea ajutat de frații săi, Pantagnotos și Syloson, de care ulterior s-a debarasat . Regatul Lidiei tocmai căzuse în 546 î.Hr. în fața noului imperiu persan al lui Cyrus al II-lea cel Mare, care adusese sub ascultare cea mai mare parte a Asiei Mici, inclusiv cetățile ioniene de pe coasta de vest.  Lovitura a avut loc în timpul festivalului Tonaia dedicat Herei și a înlăturat temporar oligarhia existentă, numită geomoroi (proprietari de pământ).  În timpul aceste ceremonii, statuia zeiței era dusă la malul mării pentru a i se schimba veșmintele, după care samienii efectuau sacrificii lăsându-și armele deoparte. Profitând de acest moment, Policrate a provocat revolta, ajutat de un număr restrâns de complici și a capturat Acropola.  
După Herodot, Policrate este primul conducător de la Minos (legendarul rege al Cretei care a încercat „talasocrația” (dominația navală). Insula Samos a atins în timpul lui Policrate un moment de importanță în lumea greacă, atât militară cât și civilă. Policrate a devenit posesorul unei flote care-i asigura supremația navală regională și a transformat temporar insula Samos într-un centru de putere navală al Ioniei. Herodot menționează alianța sa cu Amasis II, faraon al Egiptului. 
Isprăvile piraților samieni erau notorii la jumătatea secolului al VI-lea î.Hr.. Puterea navală samiană nu a fost deci invenția lui Policrate, ea trebuie să fi fost inițiată de conducerile anterioare, poate chiar de tatăl său, Aiakes, care se poate să-i fi precedat la conducerea insulei. Sub conducerea lui Policrate însă, se poate să fi existat o centralizare obligatorie a veniturilor maritime (mai ales din piraterie), față de caracterul voluntar-cooperativ pe care-l aveau înainte.
În această perioadă apar primele trireme, vase mai rapide cu trei rânduri de vâslași, care înlocuiesc treptat mai vechile pentecontere, vase cu 50 de vâslași dispuși pe un singur nivel. Policrate moștenește 100 de pentecontere de la tatăl său și își sporește flota și cu 30 de trireme și o forță de 1000 de arcași.
Printre primele gesturi diplomatice, Policrate a afișat, de formă, o tentativă de alianță cu Miletul -- în ideea că eșecul ei îi va da libertate să formeze un nod de putere ionic.  Acesta se găsea într-o nouă ordine politică generată de puterea persană născândă. Eșecul, probabil prevăzut, al apropierii face ca flota mileziană, împreună cu cea lesbiană aliată, să devină flote persane. Policrate învinge aceste două flote, poate înainte de 530 î.Hr. 
Exact care insule au făcut parte din dominația samiană temporară nu este clar. Un anume Policrate din Rodos, fiul lui Policrate de Samos, indică Rodos ca fiind una din insulele vasale cele mai importante. Delos și Rheneia, de asemenea. O legendă spune că Policrate a întrebat Oracolul din Delfi dacă ar trebui să numească festivalul din insula lui Apollo Pythia sau Delia. Oracolul a răspuns că nu are nicio importanță, acest fapt fiind interpretat ca o prezicere a morții lui Policrat.
Lucrările efectuate în Samos în această perioadă, ca tunelul lui Eupalinos, un nou Heraion (templu dedicat zeiței Hera), precum și portul din Samos, sunt lucrări pe care Herodot le considera printre cele mai impresionante din lumea greacă a începutului de secol V î.Hr.
Într-un pasaj probabil mitologic, Herodot povestește cum faraonul ar fi rupt de fapt alianța pentru că Policrate dădea dovadă de prea mult noroc. I-ar fi recomandat deci să piardă unul din lucrurile cele mai de preț pentru a nu strica echilibrul, o normă care era mai degrabă un imperativ grec decât egiptean (Nimic în exces era înscris pe frontului templului din Delfi). Policrate aruncă un inel prețios în mare pentru  a urma sfatul lui Amasis, însă un pescar se nimerește să pescuiască exact peștele care a înghițit inelul, să-l aducă lui Policrate care astfel regăsește înăuntru inelul. Auzind povestea, faraonul ar fi rupt alianța în ideea că atâta noroc trebuie să fie urmat de ghinion.
Deși inițial aliat cu faraonul Amasis II, în momentul în care Cambyses, regele persan, hotărăște invazia Egiptului, în 526-525 î.Hr., Policrate trece de partea acestuia din urmă, contribuind la invazie cu o flotă de trireme. Flota se răscoală însă împotriva lui Policrate. Revolta e urmată de o invazie spartană a Samosului care eșuează însă. Oricum, Policrate se regăsește într-o situație limită, cu flota pierdută. Ceea ce explică poate și graba de a se apropia de satrapul Ioniei, Oroites. Herodot indică moartea lui Policrat ca o fiind o cursă întinsă de satrapul persan care îl invită la Sardis dar îl capturează și-l execută în vara anului 522 î.Hr.